# متنزه هيلين ماكنيت الحكومي
تبلغ مساحة متنزه هيلين ماكنيت 134 أكر (0.54 كـم2) المتنزه الحكومي الواقع في بلدة كازينوفيا في مقاطعة ماديسون، نيويورك. المتنزه مجاور لبحيرة كازينوفيا. تمت الموافقة على خطط لتحسين الوصول إلى البحيرة والمرافق في عام 2015 على الرغم من أنها ظلت غير مطورة إلى حد كبير منذ التبرع بها للحكومة من قبل عائلة ماكنيت في عام 1999.

## التاريخ
وهبت الأرض التي تضم متنزه هيلين إل ماكنيت الحكومي من قبل مالكيها السابقين عائلة ماكنيت، إلى ولاية نيويورك في عام 1999 بهدف استخدامها كمتنزه عام. بعد أن استولته الدولة الملكية، بقي غير مطور إلى حد كبير، باستثناء موقف سيارات صغير تم بناؤه عام 2008. تمت الموافقة على خطط لتحسين الوصول إلى البحيرة، تشمل تركيب رصيف، وبناء معبر للقوارب/الكاياك، وتركيب ممرات ومسارات، من قبل مجلس مدينة كازينوفيا في أوائل عام 2015. بحلول نهاية ذلك العام، أعلن مكتب ولاية نيويورك للمتنزهات والاستجمام والمحافظة التاريخية أنه سيتم إجراء تحسينات بقيمة 90 ألف دولار في المتنزه بناءً على الخطة المعتمدة من المدينة، مع التخطيط لبدء البناء في ربيع عام 2016.

## الوصف
المتنزه ذو مساحة ( 134 أكر (54 ها) ) يعرف بانه أكبر قطعة أرض غير مطورة على بحيرة كازينوفيا. وتشمل 1,300 قدم (400 م) من الخط الساحلي على امتداد البحيرة، وهو موقع شهير للوصول إلى صيد الأسماك على الجليد خلال فصل الشتاء.